# Vital Jäger
Vital Jäger OSB (* 3. Dezember 1858 in Hall in Tirol; † 8. April 1943) war Mönch der Erzabtei St. Peter zu Salzburg und Geologe.

## Leben
Er wurde auf den Namen Franz getauft; sein Vater war Salinen-Baumeister. Für den Schulbesuch in Hall wurde er von Gebühren befreit, um seine nicht vermögenden Eltern zu entlasten. Nach dem Empfang der Matura vom Haller Gymnasium (er war in der Rangordnung der achte von 22 Schülern) trat er 1875 in das Noviziat des Benediktinerstifts St. Peter ein; am 14. August 1881 folgte die Priesterweihe; die Primiz feierte er in Hall. Jäger wirkte zunächst als Adjunkt des Konviktspräfekten, war Kooperator in einigen Stiftspfarren, studierte von 1885 bis 1889 in Innsbruck und unterrichtete ab 1889 naturhistorische Fächer am Collegium Borromäum in Salzburg, von 1918 bis 1921 war er Direktor des Benediktinergymnasiums zu Volders, wirkte von 1921 bis 1935 wieder als Lehrer am Borromäum und war von 1935 bis 1938 Direktor des Gymnasiums von St. Peter in Salzburg. Er unterrichtete im Laufe seiner pädagogischen Laufbahn die Fächer Naturgeschichte, Mathematik, Geografie und Schönschreiben und wurde mit Ernennungen zum Studienrat (1929) und Hofrat (1935) geehrt. Schüler und Lehrerkollegen schätzten seine Begeisterung für die Fächer und seinen wesentlichen Beitrag zum Aufbau der naturwissenschaftlichen Lehrmittelsammlung des Salzburger Gymnasiums.
Er wurde 1925 Subprior der Erzabtei St. Peter und blieb in diesem Amt bis zur Aufhebung der Erzabtei im Jahr 1942; er blieb mit einigen wenigen Mitbrüdern auch nach der Aufhebung im Stift.

## Mineraliensammlung der Erzabtei St. Peter
Die Sammlung (damals Naturalienkabinett genannt) wurde am Ende des 18. Jahrhunderts systematisch aufgebaut und von den Äbten Dominicus Hagenauer (1786–1811) und Albert Nagnzaun (1818–1856) nachdrücklich gefördert und durch Ankäufe erweitert. Jäger war 1921–1942 Kustos der Sammlung. Seit dem Jahr 2009 wieder gewissenhaft katalogisiert, umfasst sie heute mehr als 25.000 Mineralien und Fossilien und gilt als eine der bedeutendsten in Österreich.

## Schriftstellerisches Werk
Philipp Schreindl stellte beinahe 100 Jahre nach der Veröffentlichung von Jägers Über den Pensionistengletscher fest, dass das Buch klassische Bildung, Liebe zur heimatlichen Stadt und deren Geschichte auf persönliche Art und Weise verbindet. Jäger vertrete als Benediktinermönch und anerkannter Naturhistoriker ein humanistisches Bildungsideal. Das Buch führt die Leserin über einen Weg, der im Kloster St. Peter beginnt und im ehemaligen Augustinerkloster Mülln endet. Auf dem Weg sind Geologie, Botanik, sakrale und profane Geschichte häufige Themen des Spaziergangs.

## Publikationen (in Auswahl)
- Ein unübertroffener Bildhauer [...] : 1 : In der Gebirgswelt Tirols. Regensburg 1906.
- Salzburg und seine Umgebung als geographisches Lehrmittel. Salzburg 1904–1907.
- Eine geologische Excursion in Salzburgs Umgebung. Mit einer geologischen Karte und einer Skizze im Texte. Salzburg 1897.
- Im Wandel der Zeiten, in: Festschrift zur Weihe des Benedikts-Kollegs (Salzburg 1926), S. 32–34.
- Über den Pensionistengletscher. Eine Wanderung über den Mönchsberg in Salzburg (gemeinsam mit Robert Porndorfer); Verlag Höllrigl, Salzburg 1926.
- In den Mitteilungen der Gesellschaft für Salzburger Landeskunde (MGSLK):
  - Zur geologischen Geschichte des Lammertales, in: MGSLK 52, 1912, S. 1–20.
  - Die Eisenhütte in Flachau und ihr Schurfbereich, in: MGSLK 56, 1916, S. 183-227 und MGSLK 57, 1917, S. 25–60.
  - Dr. Eberhard Fugger (Nachruf): Sein Werk, in: MGSLK 59, 1919, S. 72–80.
  - Berg und Hütte Schwarzleo bei Leogang, in:  MGSLK 82/83, 1942/43, S. 92–106.